# Бурундийско-израильские отношения
Израильско-бурундийские отношения — настоящие и исторические международные дипломатические, политические, экономические, военные, культурные и прочие отношения между Государством Израиль и Республикой Бурунди.
Израиль представлен в Бурунди нерезидентным послом, который работает из Эфиопии.

## История
Отношения между двумя странами были установлены в июле 1962 года после провозглашения независимости Бурунди. Для Израиля этот шаг был ответом на бойкот еврейского государства арабскими странами — в те годы Израиль активно устанавливал контакты со странами, расположенными южнее Сахары. Предложение об установлении дипломатических отношений была позитивно встречена в Бурунди, которая в то время проводила прозападную политику. В декабре 1962 года король Мвамбутса IV посетил Израиль с официальным четырёхдневным визитом и, таким образом, стал первым в истории королём, посетившим Израиль.

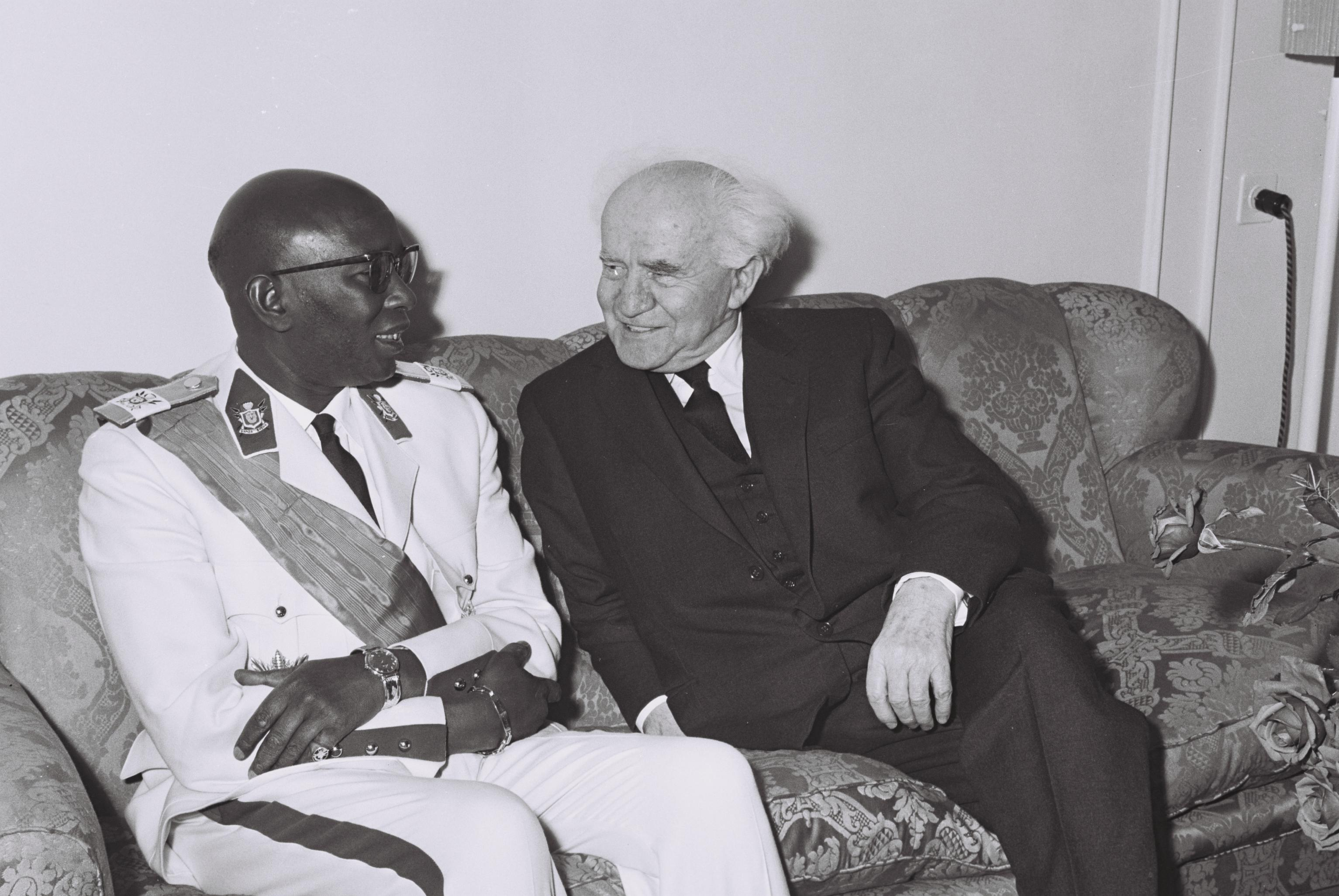

17 мая 1973 года Бурунди в одностороннем порядке объявила о разрыве отношений с Израилем. Это случилось незадолго до Войны судного дня. Считается, что на подобный шаг страну подтолкнул Египет, пообещав крайне бедной африканской монархии существенную финансовую помощь от арабских стран.
В марте 1995 года отношения между Израилем и Бурунди были возобновлены.
В конце 2011 года Израиль посетила делегация официальных лиц из Бурунди.

## Сотрудничество

### Экономика и финансы
В 2008 году Израиль подписал генеральное соглашение об экономическом сотрудничестве с Бурунди, Либерией, Бенином и Руандой.
В 2015 году израильская компания «Gigawatt Global» электрифицировала провинцию Гитега (столичный регион). Электричество получили 60 000 домохозяйств.
В январе 2020 года израильская компания «Gigawatt Global» осуществила проект (с 2016 года) по электрификации 87 000 жилых и коммерческих помещений в Бурунди на общую сумму в $10 млн (оценка).

### Оборона и безопасность
В феврале 2016 года Израиль запретил свободный экспорт вооружений в Бурунди из-за подозрений в нарушении прав человека. До введения запрета объём экспорта израильских вооружений в Бурунди считался «незначительным» и оценивался в несколько десятков миллионов шекелей ежегодно.

## Галерея

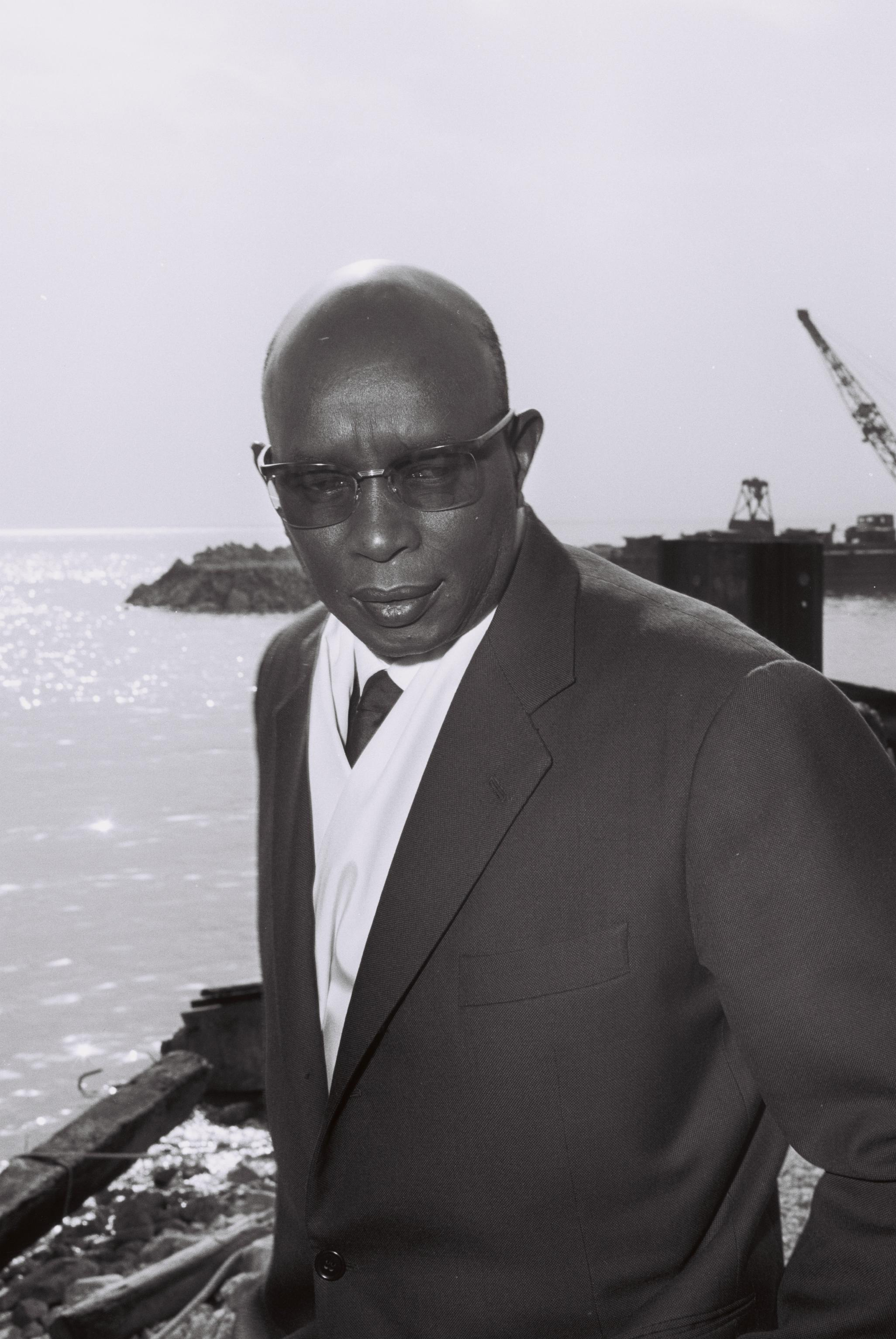
Король Бурунди Мвамбутса IV на берегу озера Кинерет во время его визита в Израиль, декабрь 1962 года
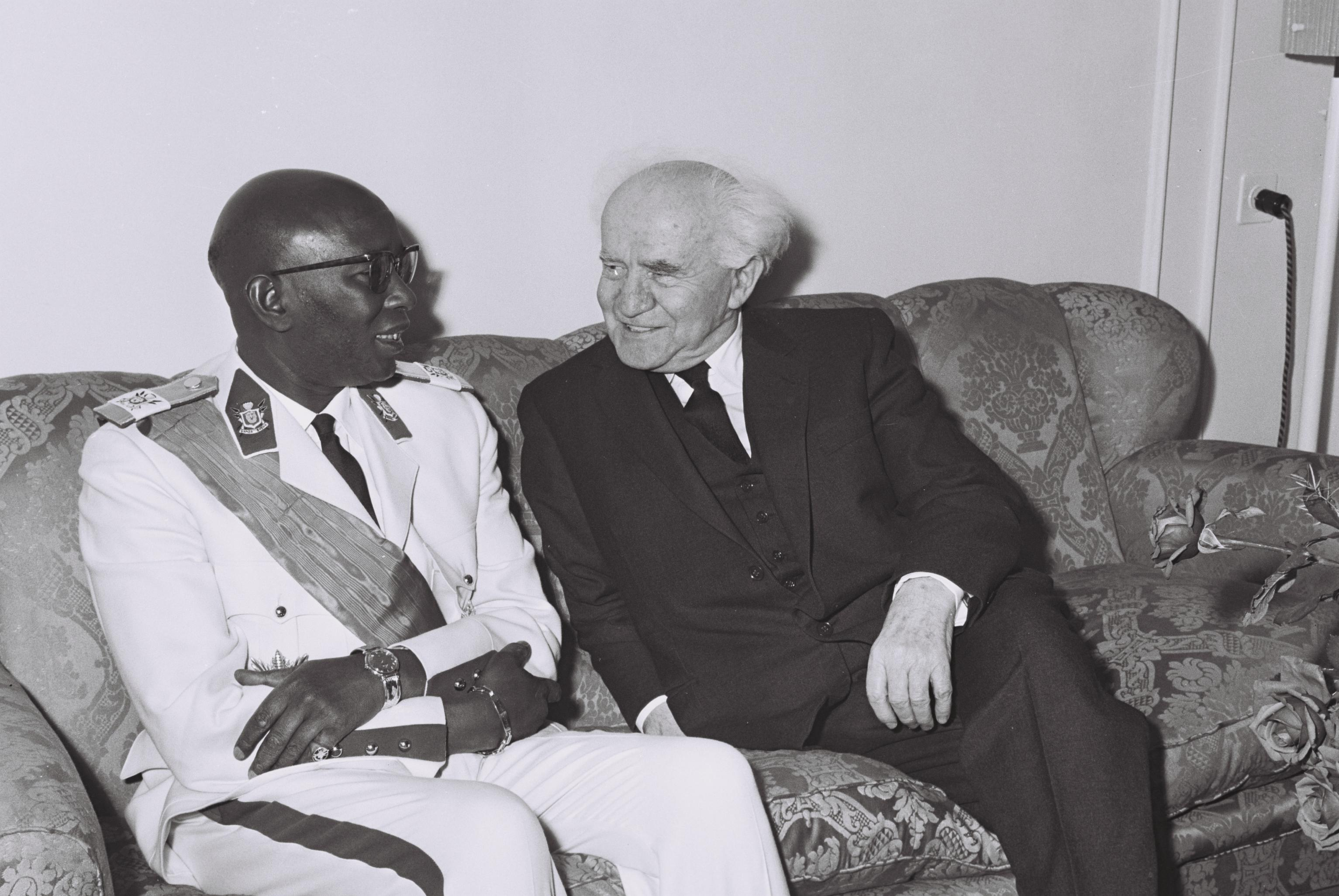
Встреча израильского премьер-министра Давида Бен-Гуриона (справа) и короля Бурунди Мвамбутсы IV, в отеле «King David» в Иерусалиме 20 декабря 1962 года
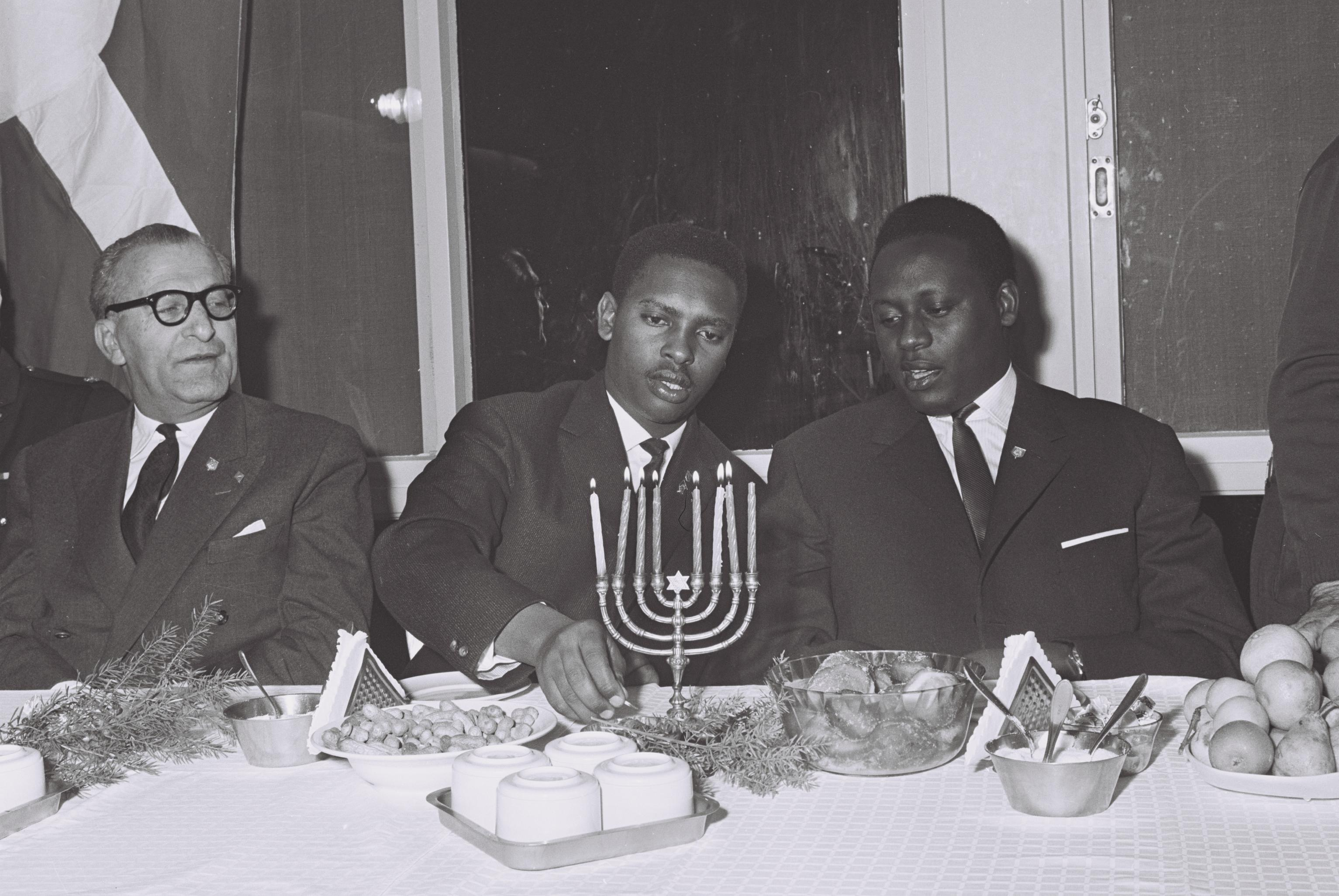
Члены бурундийской делегации в киббуце «Алумот» во время праздника ханука
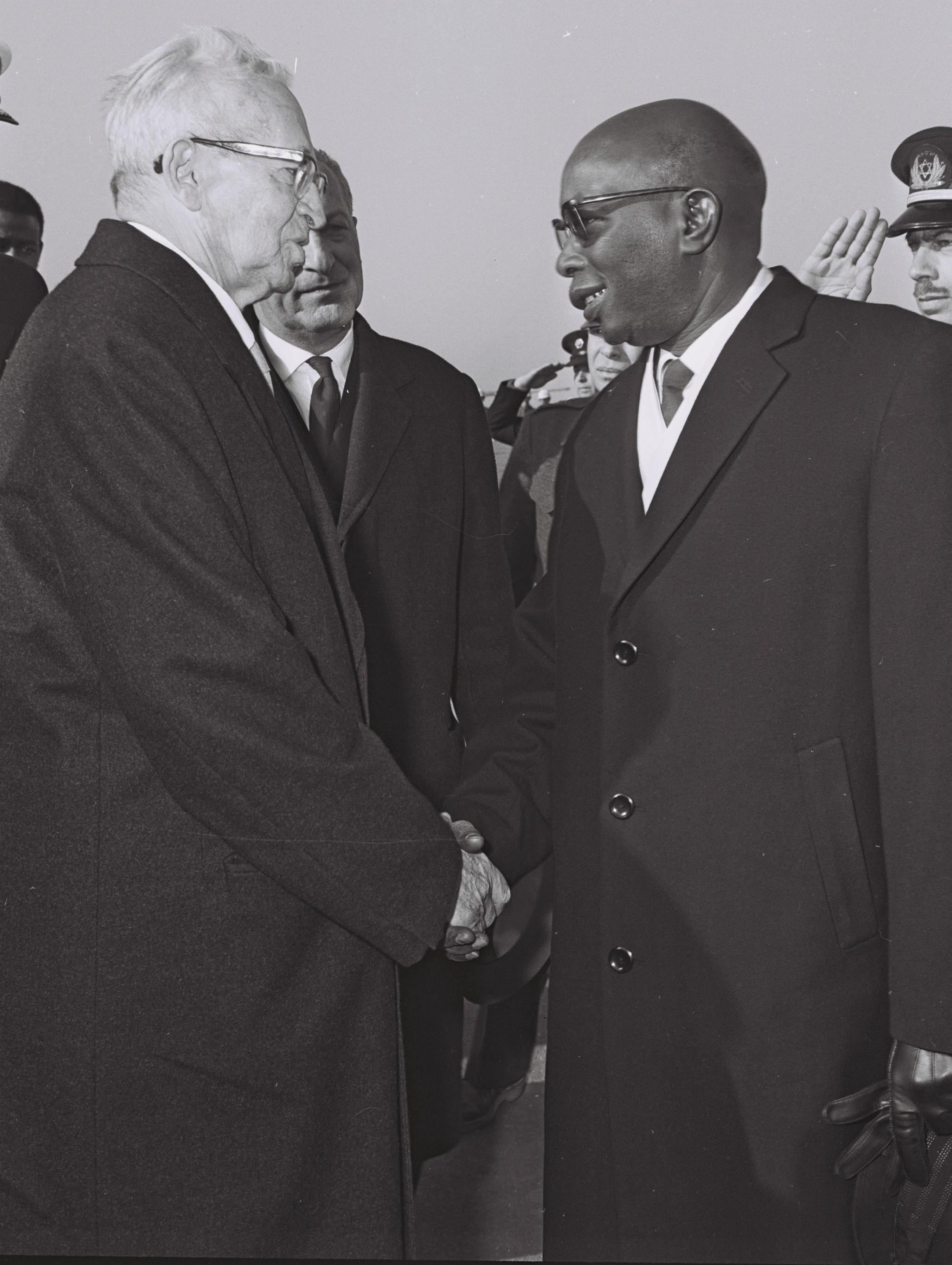
Король Мвамбутса IV прощается с президентом Ицхаком Бен-Цви перед отлётом
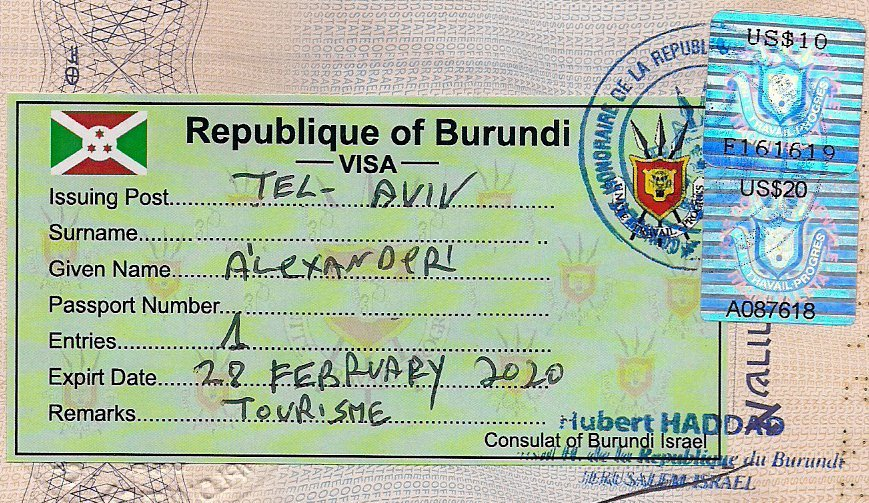
Бурундийская туристическая виза, выданная гражданину Израиля почётным консулом в Иерусалиме в 2020 году